# Горячий резерв
Горячий резерв (англ. Hot Spare) — технология резервирования электронного оборудования, в которой резерв подключен к системе и подменяет вышедший из строя компонент в автоматическом режиме, или, хотя бы, без прерывания работы системы. Чаще всего применяется в системах автоматизации технологических процессов (контроллеры, модули ввода-вывода, системы электропитания) и в IT-сфере (жёсткие диски, оперативная память компьютеров). В контексте некоторых систем может называться просто «spare» (подразумевая, что устройства с холодной заменой просто в системе не видны и особого термина не требуют).

## Горячий резерв для систем хранения данных

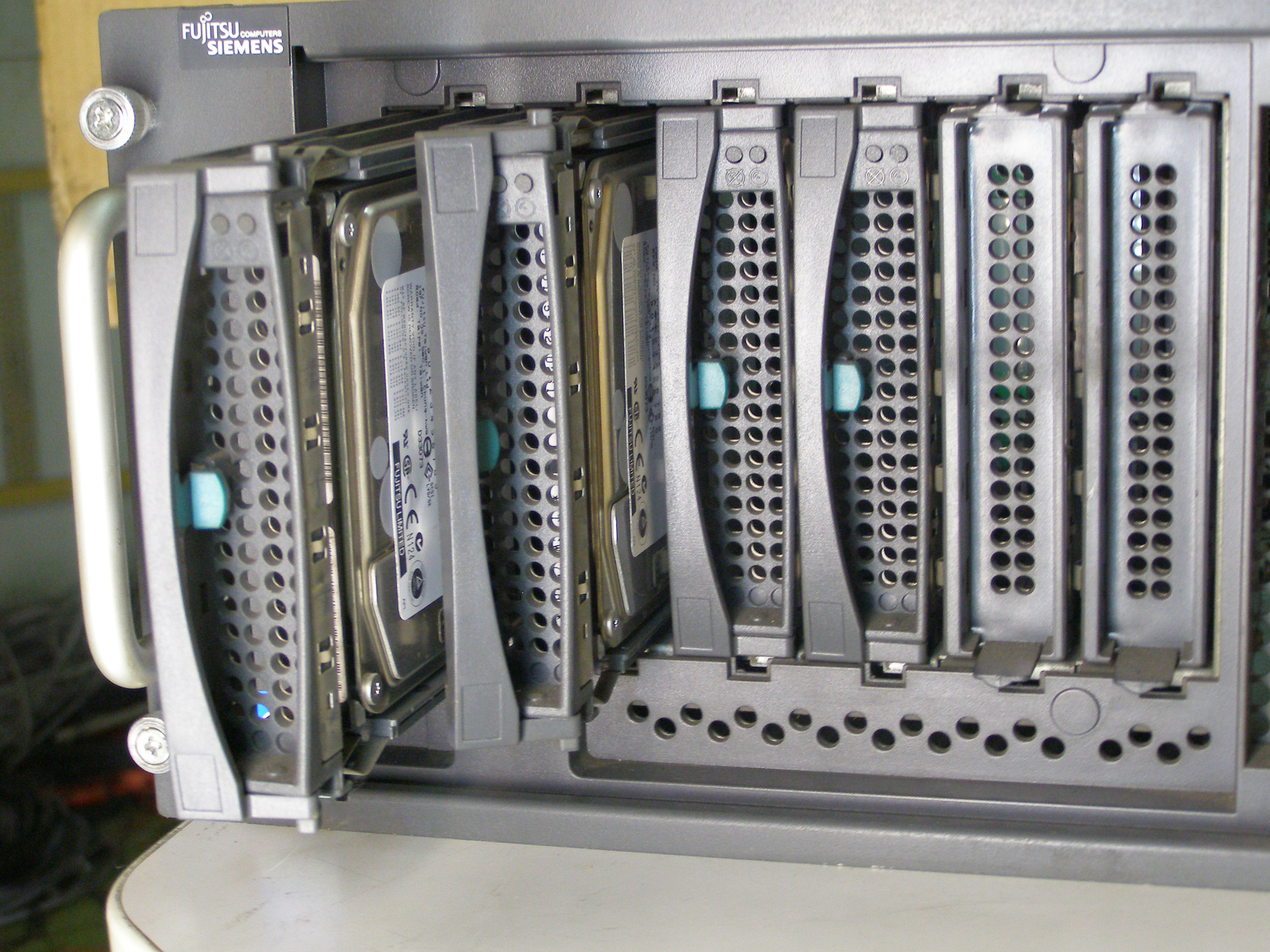
Резервирование жёстких дисков для построения «зеркального» RAID 1.

Чаще всего диски горячей замены используются в сочетании с RAID-массивами. В этом случае выделяют несколько видов hotspare дисков:
- локальные (англ. local, англ. array-owned) — диск принадлежит к конкретному массиву и используется для подмены вышедшего из строя диска только в заданном массиве, если в системе несколько массивов и диск выходит из строя в соседнем массиве, то локальный для другого массива диск не используется для подмены.
- глобальные, общие (англ. global, англ. shared) — диск не принадлежит ни к одному массиву и может быть использован для подмены вышедшего из строя диска в любом из массивов. В сочетании глобальных и локальных хотспар бывает два алгоритма использования: либо сначала локальные, а потом глобальные, либо сначала глобальные, а потом локальные. Второй вариант позволяет формировать массивы с чуть большей надёжностью у выбранных массивов, первый — у всех.
- групповые (англ. group) — в этом случае некоторые массивы объединяются в группу, в пределах которой может использоваться резервный диск. Массивы не в группе этот диск не получают (такой вариант, например, использует linux-raid).

### Индикация
Некоторые системы и raid-контроллеры могут использовать специфическое обозначение светодиодом (либо особым видом мигания светодиода) для указания на хотспару.

### Контроль состояния горячего резерва
Многие системы осуществляют периодическую проверку состояния hostspare-дисков (с помощью чтения или записи) — это позволяет убедиться, что диск для подмены находится в нормальном состоянии, и защитить от ситуации, когда диск, добавляемый в массив вместо вышедшего из строя, сам оказывается сбойным.

### Аварийное перестроение массива
Часто жёсткие диски выходят из строя не полностью, а частично (в пределах нескольких секторов). Некоторые системы способны выполнять предварительное копирование данных с частично пострадавшего массива на резервный диск до того момента, когда извлекается пострадавший диск. Сбойные места перестраиваются согласно алгоритмам RAID, нормальные просто копируются с полусбойного диска. Это минимизирует время, когда массив находится в degraded состоянии и снижает нагрузку (так как не нужно пересчитывать контрольные суммы для всего массива).

## Альтернативы
Холодный резерв (устройство требует ручного подключения), чаще всего так называют находящиеся на складе вблизи оборудования запасные компоненты. Иногда выделяют тёплый резерв, то есть компоненты, которые требуют ручной замены, но не требуют остановки системы (см. горячая замена).